# Fatwa

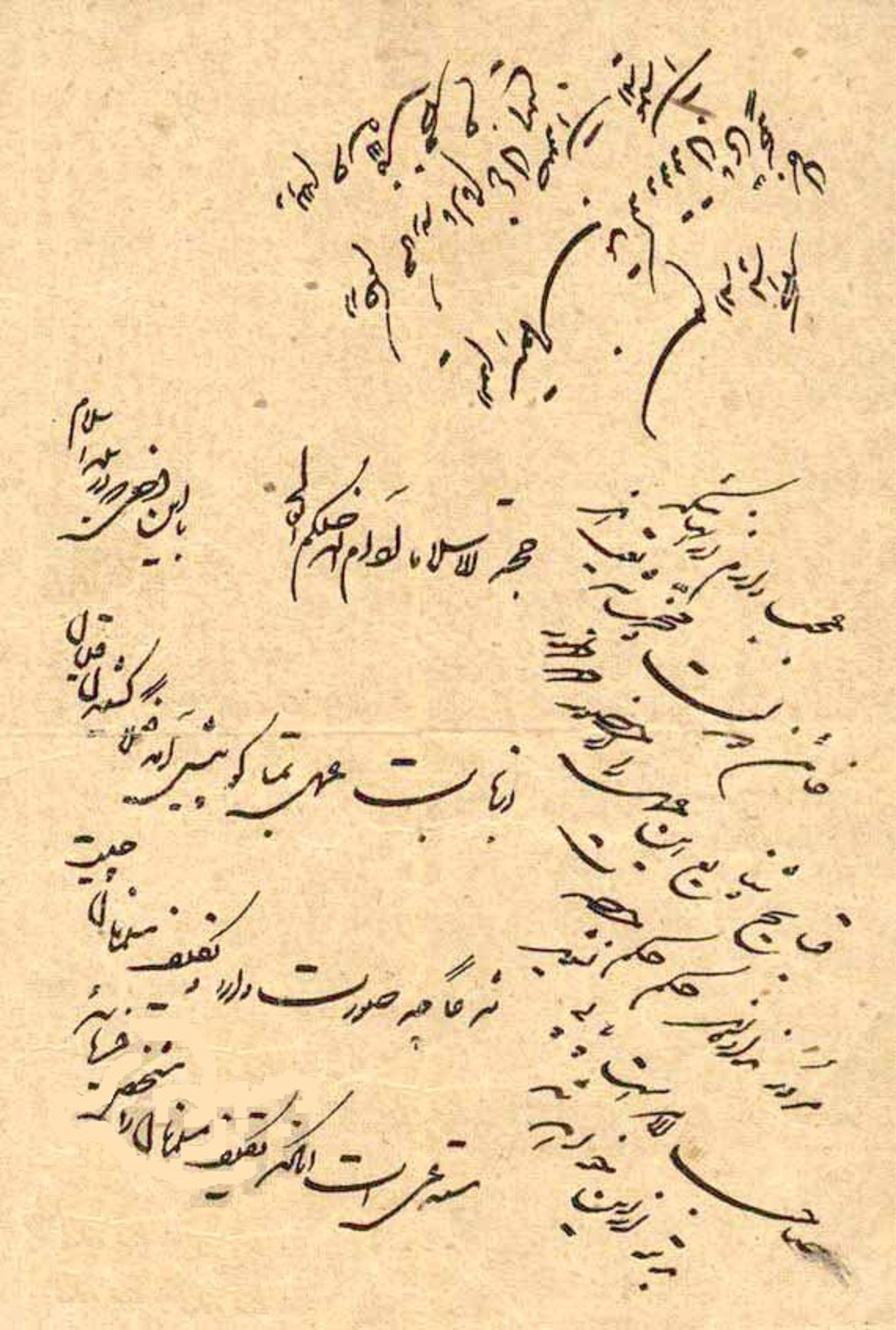
Fatwa mot tobaksrökning utfärdad under Tobaksprotesten 1890, troligen av storayatollan Mirza Mohammed Hassan Shirazi.

Fatwa (arabiska: فتوى, plur. fatawa, sv. plur. "fatwor"; arab. av verbet afta, "avge ett utlåtande", varav ordet mufti är ett particip) är ett responsum, ett svar från en lärd i muslimsk rätt, eventuellt en mufti, på en fråga, som kan röra såväl en enskild persons vardag som mer omfattande och djupgående frågeställningar. Många fatwor rör juridik, men de är inte juridiskt bindande som domar, utan ska ses som råd.
Teoretiskt sett bör en fatwa vara verbaliserad, men är och verkar oftast i skriven form. Historiskt har reglerna för fatwa varierat. Under den klassiska perioden skulle muftin besvaras på samma pappersark som frågan, istiftā, förmodligen för att undvika eventuell manipulation. Det fanns även regler för hur frågan skulle formuleras gällande innehållet. Det skulle vara så relevant som möjligt och respektera de involverades anonymitet. Då muftin fungerar som representant för sharia, ska svaret på en fråga vara i objektiv form.
En fatwa grundades ursprungligen på ett yttrande av profeten Muhammed. En fatwa har inom den islamiska rätten samma betydelse som ett prejudikat inom till exempel svenskt rättsväsende. Dagens muslimer i Sverige kan vända sig till en mufti för att få ett utlåtande om hur de ska leva i dagens samhälle, när de muslimska idealen krockar med det dagliga livet.

## Internet
På internet finns fatwa-sajter med svar på andras frågor och möjlighet att ställa egna. Man kan även skriva till stormuftier i muslimska länder och deras ifta-kontor, eller ringa/mejla till tv-kanalen al-Jaziras frågeprogram. Många av frågorna handlar om hur religiösa ritualer ska utföras på rätt sätt, om klädsel eller hur nya moderna företeelser ska tolkas i ljuset av islam. Muslimer som bor i länder i väst, med exempelvis en kristen majoritetsbefolkning, kan ställa frågor om hur de ska agera i sitt vardagsliv för att upprätthålla god muslimsk etik och hur de ska lösa problem de stöter på i sitt religiösa vardagsliv (till exempel bönetider, fasta och religiös klädsel). Dagens internetbaserade fatwor ger viktig vägledning för många muslimer boende i exempelvis Sverige.
Med internets framväxt har flera webbplatser för fatwor vuxit fram, såsom  och . Den förstnämnda innehåller både resonemang med svar och används mest av muslimer i väst, medan den sistnämnda webbplatsen är något mer traditionalistisk och endast ger sitt tillåtande eller ej.

## Osmanska riket
I det osmanska Turkiet fanns ett särskilt ämbetsverk, fetya-eminis byrå, där varje enskild med skriftlig ansökan, kunde få en fatwa över vilken tvistefråga som helst. Ansökan skulle alltid av byråns skrivare omsättas i en hävdvunnen frågande form, där de verkliga namnen utbyttes mot de stående Zeid, Amr etcetera (motsvarande vårt A, B, etcetera). Därefter påtecknades muftins korta svar, såsom: "ja", "nej", "tillåtet", "otillåtet" eller liknande. Endast vid viktigare fall motiverades utlåtandet. Även sultanen brukade i tvistiga politiska frågor inhämta en fatwa från någon berömd mufti.

## Tre typer av fatwa
Det finns tre olika typer av fatwa:
Privata fatwa om religiösa ritualer, renhet, vardagsliv, med mera. Muftin fungerar här som en personlig rådgivare.
Politiska fatwa besvarar en politisk enhets, eller persons rådfrågande angående politiskt ställningstagande eller agerande. Politiska fatwa har spelat roll i historien, till exempel under Tobaksprotesten 1890 och under Irans konstitutionella revolution 1906-1907.
Juridiska fatwa som är vanligast. Frågorna ska vara formellt formulerade och muftin svarar med lagen som källa. Muftin har dock inget ansvar eftersom muftin fungerar som tolkare av lagen och inte som domare. I teorin är alla åsikter uttalade av religiöst lärda likvärdiga, men vissa uttalanden får i praktiken mer auktoritet än andra. Det är upp till var och en att avgöra vid motstridiga fatwor.
Begreppet fatwa översätts ofta missvisande i media med dödsdom.